# Daniel Muñoz (Radsportler)
Daniel Felipe Muñoz Giraldo (* 21. November 1996 in San Rafael (Antioquia)) ist ein kolumbianischer Radrennfahrer.

## Sportlicher Werdegang
Obwohl Muñoz bis 2018 ohne zählbare Erfolge blieb, wurde er zur Saison 2019 Mitglied im UCI ProTeam Androni Giocattoli-Sidermec. Für das Team erzielte er seine ersten internationalen Erfolge, als er bei der Tour of Bihor - Bellotto 2019 die zweite Etappe sowie die Gesamt- und Bergwertung gewann. Seinen nächsten Erfolg erzielte er in der Saison 2021 mit dem Gewinn der zweiten Etappe der Rumänien-Rundfahrt.
Nach der Saison 2022 verließ Muñoz Europa und wurde Mitglied im kolumbianischen UCI Continental Team Nu Colombia.

## Erfolge
2019
- Gesamtwertung, eine Etappe und Bergwertung Tour of Bihor - Bellotto
- Bergwertung Sibiu Cycling Tour

2021
- eine Etappe Rumänien-Rundfahrt